# تارو آراکی
تارو آراکی (انگلیسی: Tarō Araki؛ زادهٔ ۱۶ فوریهٔ ۱۹۶۱) کارگردان فیلم، بازیگر، و فیلم‌نامه‌نویس اهل ژاپن است.